# Die neue Heimat
Die neue Heimat ist ein US-amerikanisches Filmdrama aus dem Jahr 1928. Das Drehbuch des Stummfilms basiert auf einer Erzählung von Julien Josephson.

## Handlung
Die slowakische Familie Pleznik wandert in die USA ein. Vater Peter trifft in einem Restaurant auf einen Landsmann, Sokol, der ihm seinen Plan, die amerikanische Staatsbürgerschaft anzunehmen, auszureden versucht. Dennoch beantragt Peter für sich und seine Familie die Staatsbürgerschaft.
Fünf Jahre später bekommt Peter mit der Hilfe des Richters Gresham seine ersehnten Papiere. Kurz darauf meldet sich sein Sohn Eric bei der Armee und wird zum Krieg in Europa abberufen. Als Richter Gresham einen der Leute, die sich nicht einbürgern lassen wollen, wegen Verrats zu zehn Jahren Zuchthaus verurteilt, wird Sokol von seinen Kameraden auf den Richter angesetzt um diesen zu töten. Sokol platziert eine Zeitbombe in einen Kuchen, den Peters Frau für den Richter gebacken hat. Peter bringt den Kuchen mit der Bombe zu Gresham. Bei der Explosion wird der Richter schwer verletzt und sein Sekretär getötet. Der Verdacht fällt auf Peter, der verhaftet wird.
Sokol erleidet bei einem Verkehrsunfall tödliche Verletzungen. Noch bevor er stirbt, gesteht er das Bombenattentat. Peter wird aus der Haft entlassen. Auch als die Nachricht von Erics Tod auf dem Schlachtfeld eintrifft, wird Peters Patriotismus nicht erschüttert. Er kehrt zu seiner Arbeit zurück und hat das Gefühl, alles für sein neues Land getan zu haben, was er konnte.

## Kritik
Mordaunt Hall von der New York Times schrieb, der Film sei ein weiteres Beispiel dieser seltsam mechanischen Szenarios, die jemand sehr enthusiastisch geglättet hat, damit solche Schauspieler mitmachen.

## Auszeichnungen
Bei der ersten Oscarverleihung 1929 wurde Louise Dresser für den Oscar in der Kategorie Beste Hauptdarstellerin nominiert.

## Hintergrund
Die Uraufführung fand am 4. Januar 1928 statt.
Rudolph Schildkraut drehte danach nur noch einen weiteren Film, bevor er 1930 verstarb.